# Вестер, Тесс
Тесс Ве́стер (нидерл. Tess Wester, род. 19 мая 1993 года, Херхюговард, Северная Голландия, Нидерланды) — нидерландская гандболистка, вратарь. Чемпионка мира 2019 года, двукратный призёр чемпионатов Европы (2016 и 2018) в составе национальной сборной Нидерландов. Дважды признавалась лучшим вратарём на чемпионатах мира (2015 и 2019). Участница Олимпийских игр 2016 и 2020 года. За сборную Нидерландов сыграла более 100 матчей.

## Карьера

### Клубная
Начала играть в гандбол в конце 1990-х годов в возрасте 5-6 лет. Начинала как левый полусредний. Вратарём стала в возрасте 12 лет. Занималась в нидерландских детских и юношеских клубах Hugo Girls, VZV, HandbalAcademie. Взрослую карьеру начинала в нидерландских клубах «Амстердам» (2008—2010) и «Эммен» (2010—2011). В составе «Амстердама» становилась чемпионкой Нидерландов и обладателем Кубка страны.
В 2011 году переехала в Германию, где начала выступать за клуб «Ольденбург» из Нижней Саксонии. Тренером вратарей клуба был российский специалист Алексей Воронцов. В апреле 2012 года Тесс в составе команды стала обладателем Кубка Германии. Вместе с Вестер за «Ольденбург» выступали другие игроки сборной Нидерландов — Лойс Аббинг и Лаура ван дер Хейден. В чемпионате Германии «Ольденбург» в первой половине 2010-х занимал четвёртое или пятое место. 
В 2015 году Вестер перешла в один из ведущих немецких клубов «Битигхайм». Вместе с Вестер за клуб выступали нидерландки Ангела Малестейн, Мартине Сметс, Маура Виссер. В сезоне 2016/17 Вестер стала чемпионкой Германии в составе «Битигхайма», а также дошла до финала Кубка ЕГФ, где «Битигхайм» проиграл российскому «Ростов-Дону». В сезоне 2017/18 «Битигхайм» занял второе место в чемпионате Германии и выступал в Лиге чемпионов ЕГФ, но не сумел выйти в плей-офф из основного раунда.
В 2018 году Вестер перешла в один из сильнейших датских клубов «Оденсе». В сезоне 2018/19 клуб занял третье место в чемпионате Дании, дошёл до финала Кубка страны, а также до 1/4 финала Лиги чемпионов ЕГФ, где уступил венгерском «Дьёру». В сезоне 2019/20 клуб занял второе место в чемпионате страны. В 2020 году к Вестер в «Оденсе» присоединилась Лойс Аббинг, с которой они выступали ещё в «Ольденбурге». Вестер называет Аббинг своей лучшей подругой, с которой начали общаться ещё в возрасте 14-15 лет.
В сезоне 2021/22 выступала за румынский «Бухарест». Весной 2022 года сообщила, что покидает «Бухарест», что продолжить карьеру ближе к Нидерландам. В мае 2022 года стало известно, что Вестер ждёт ребёнка.

### В сборной
Бронзовый призёр юношеского чемпионата мира 2010 года (не была основным вратарём), серебряный призёр молодёжного чемпионата Европы 2011 года в Нидерландах (сборная Нидерландов впервые сумела выйти в финал этого турнира).
В национальной сборной дебютировала 2 октября 2012 года в возрасте 19 лет в товарищеской игре против сборной Румынии.
В 2015 году 22-летняя Вестер была основным вратарём сборной Нидерландов, которая стала серебряным призёром чемпионата мира в Дании (в финале сильнее были норвежки). Для нидерландок эта медаль стала первой в истории на чемпионатах мира и Европы. Вестер стала лучшей среди всех вратарей на турнире по проценту отбитых мячей (43 %) и была признана лучшим вратарём турнира (она вошла в символическую сборную чемпионата единственной среди нидерландок). 
В 2016 году сборная Нидерландов впервые выступала на Олимпийских играх. «Оранжевые» с трудом вышли из группы, одержав только одну победу в пяти матчах (над Аргентиной). Однако в четвертьфинале нидерландки неожиданно разгромили победителей другой группы хозяек соревнований бразильянок со счётом 32-23. В полуфинале сборная Нидерландов в упорной борьбе уступила команде Франции (23-24), Вестер продемонстрировала отличную игру, отбив 44 % бросков (16 из 36). В матче за третье место нидерландки уступили норвежкам (26-36).
В декабре 2016 года на чемпионате Европы в Швеции сборная Нидерландов дошла до финала, где всего в один мяч проиграла команде Норвегии (29-30), при этом лидер норвежек Нора Мёрк забросила 12 мячей. Вестер на турнире показала 34 % надёжности (95 из 281).
На чемпионате мира 2017 года в Германии Норвегия вновь остановила Нидерланды на пути к победе, на этот раз в полуфинале со счётом 32-23 (Мёрк забросила 8 мячей). В матче за третье место нидерландки были сильнее шведок (24-21).
На чемпионате Европы 2018 года во Франции Нидерланды вновь проиграли на групповом этапе Норвегии (16-29), но выиграли все остальные матчи и вышли из основного раунда с первого места в группе, а норвежки в отсутствие Мёрк не сумели пробиться в полуфинал. Однако в полуфинале в Париже нидерландки проиграли сборной Франции (21-27), которая затем выиграла золото. Сборная Нидерландов заняла третье место, обыграв команду Румынии (24-20). Вестер показала на турнире 33 % надёжности и вошла в число 10 лучших вратарей по этому показателю.
На чемпионате мира 2019 года в Японии сборной Нидерландов наконец удалось завоевать золото. На первом групповом этапе нидерландки наконец обыграли норвежек со счётом 30-28, уступая после первого тайма 4 мяча. В основном раунде «оранжевые» проиграли сборным Германии (23-25) и Дании (24-27), но благодаря победе в последнем матче над сборной Республики Корея (40-33) сумели выйти в полуфинал со второго места. В полуфинале нидерландки сумели обыграть в трудном матче сборную России со счётом 33-32, которая до этого выиграла все матчи на турнире. В финале сборную Нидерландов ждали испанки, которые сенсационно обыграли в полуфинале Норвегию. В равной игре нидерландки сумели вырвать победу с разницей в один мяч — 30-29. Вестер была признана лучшим вратарём турнира, Лойс Аббинг стала лучшим бомбардиром, а Эставана Полман — самым ценным игроком.

## Личная жизнь
Встречалась с нидерландским футболистом Мартом Лидером, за которого затем вышла замуж. В мае 2022 года стало известно, что у пары будет ребёнок. Ранее встречалась с гандболистом сборной Нидерландов Бобби Схагеном.

## Достижения

### Командные
- Чемпионаты мира: золото (2019), серебро (2015), бронза (2017)
- Чемпионаты Европы: серебро (2016), бронза (2018)
- Олимпийские игры: 4-е место (2016)
- Чемпионат Германии: золото (2016/17)
- Кубок Германии: победа (2011/12)
- Чемпионат Дании: серебро (2019/20)

### Личные
- Лучший вратарь чемпионата мира (2015, 2019)